# Bittsevski Park
Bittsevski Park (Russisch: Битцевский парк, Bit-tsevski Park uitspraakⓘ) is het noordelijke eindpunt van de Boetovskaja-lijn van de Moskouse metro.

## Geschiedenis
Op 27 december 2013 werd de eerste lichte metrolijn L1, de huidige Boetovskaja-lijn, geopend. Deze lijn was gebouwd als onderdeel van een plan uit 1999 om metro-eindpunten met annexaties buiten de ringweg (MKAD) te verbinden met zogeheten lichte metro's. Dit concept ging uit van de inzet van korte treinen op bovengrondse trajecten en een grote stationsdichtheid buiten de MKAD vooral om bouwkosten te besparen. De Boetovskaja-lijn werd gebouwd in het verlengde van de  Serpoechovsko-Timirjazevskaja-lijn, maar om de reizigers beter te spreiden werd in 2004 besloten om ook de Kaloezjsko-Rizjskaja-lijn aan te sluiten op deze lichte metro (Лёгкое метро́).  Op 24 juni 2008 werd per besluit 564-PP van het stadsbestuur de naam Bittsevski Park aan het station toegekend nadat ze drie weken eerder het naastgelegen eindpunt van de Kaloezjsko-Rizjskaja-lijn hadden omgedoopt.
Inmiddels werden andere lijnen van het lichte metro-concept geschrapt ten gunste van de verlenging van de bestaande metrolijnen. Op de metrokaarten werd zeven jaar lang het traject in aanbouw vermeld, zonder dat er echt gebouwd werd. In september 2011 werd alsnog begonnen met de bouw van een ondergronds traject onder de zuidelijke uitlopers van het Bittsevskipark maar met korte perrons zoals bij de lichte metro. De stations liggen op geringe diepte, de tunnels tussen de stations liggen op 20 tot 30 meter diepte. Nadat bewoners van Jasenevo actie hadden gevoerd om het bos te beschermen werd besloten de tunnels dieper te leggen dan de stations om de natuur te ontzien. De verlenging werd op 27 februari 2014 geopend en Bittsevskipark is het 194e metrostation van Moskou. Ter gelegenheid van de opening werden bij alle metrostations tweerittenkaarten verkocht met de opdruk opening van station Bittsevskipark. Voor Lesoparkovaja werden eveneens tweerittenkaarten met opdruk verkocht, echter alleen aldaar. De eerste trein op oneven dagen vertrekt om 5:40 uur, op even dagen door de week om 6:03 uur en in het weekeinde 6:04 uur.

## Ligging en inrichting
Het station heeft een 10 meter breed eilandperron met de voor de lichte metro gebruikelijke lengte van slechts 92 meter. Het ontwerp gaat uit van het gebruik van Rusich-stellen met drie gelede bakken maar het is ook mogelijk om standaard metro's te gebruiken als die niet langer zijn dan vijf bakken. Het stationsgebouw met twee lagen bevindt zich boven het perron en doet tevens dienst als toegang tot Novojasenevskaja aan de Kaloezjsko-Rizjskaja-lijn. Het is met trappen verbonden met het perron van Bittsevski Park en met de zuidelijke verdeelhal van Novojasenevskaja. Daarnaast kunnen rolstoelgebruikers met een lift tussen de toegangspoortjes het midden van het perron bereiken. De reizigers vanuit Novojasenevskaja kunnen vanuit de zuidelijke verdeelhal van dat station de noordkant van het perron bereiken. Omdat daar geen lift aanwezig is moeten rolstoelgebruikers eerst het station via het toegangsgebouw verlaten en met een andere lift weer naar beneden tot de verbindingstunnel tussen de beide stations om na het passeren van de poortjes per lift het perron van Novojasenevskaja te bereiken. Aan de noordwestkant ligt een kort opstelspoor in het verlengde van het spoor voor binnenkomende treinen aan de parkzijde. Via wissels rijden de treinen normaal gesproken naar het keerspoor in het verlengde van het spoor voor de vertrekkende treinen. 

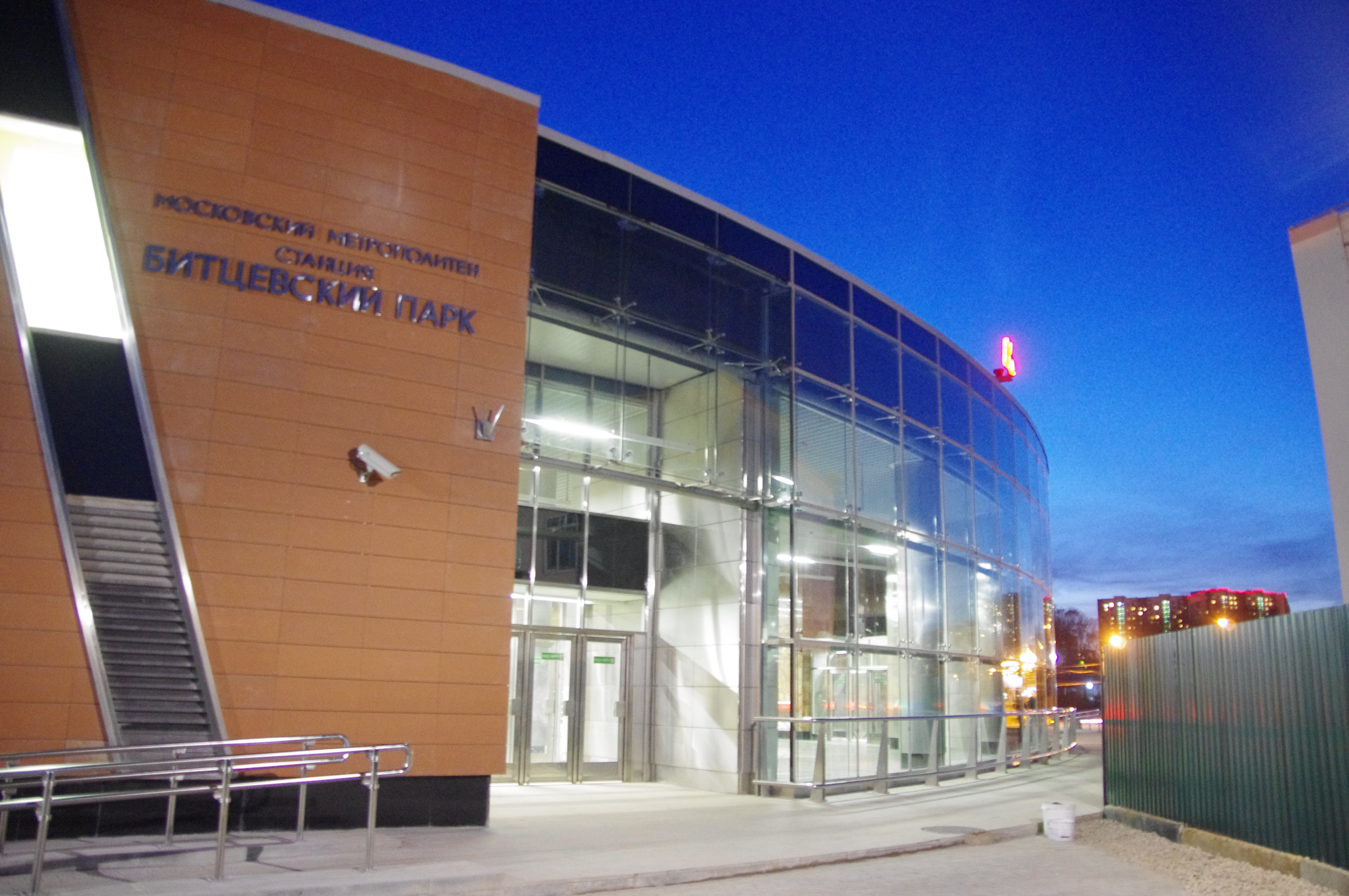
Het stationsgebouw
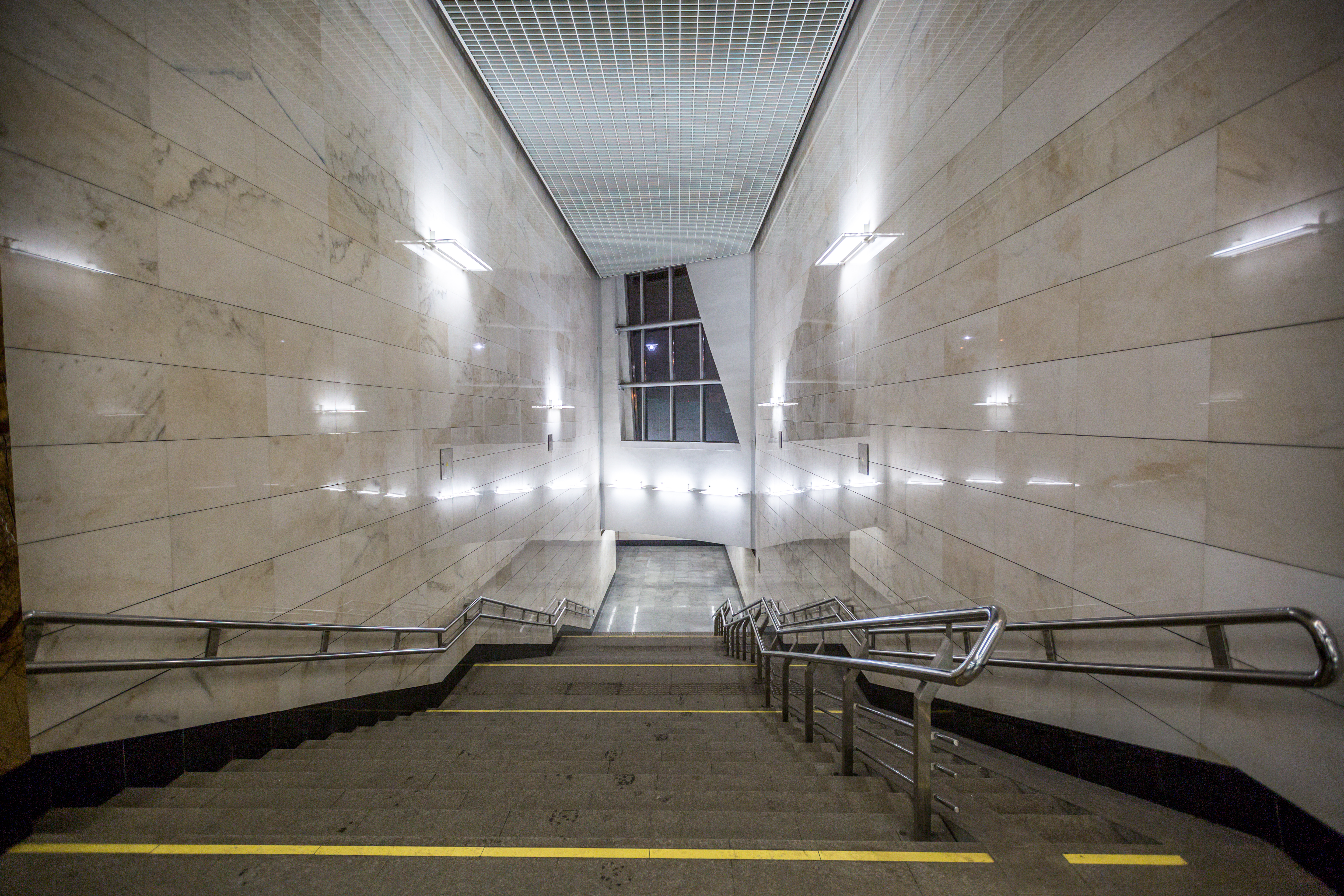
De trap tussen hal en perron
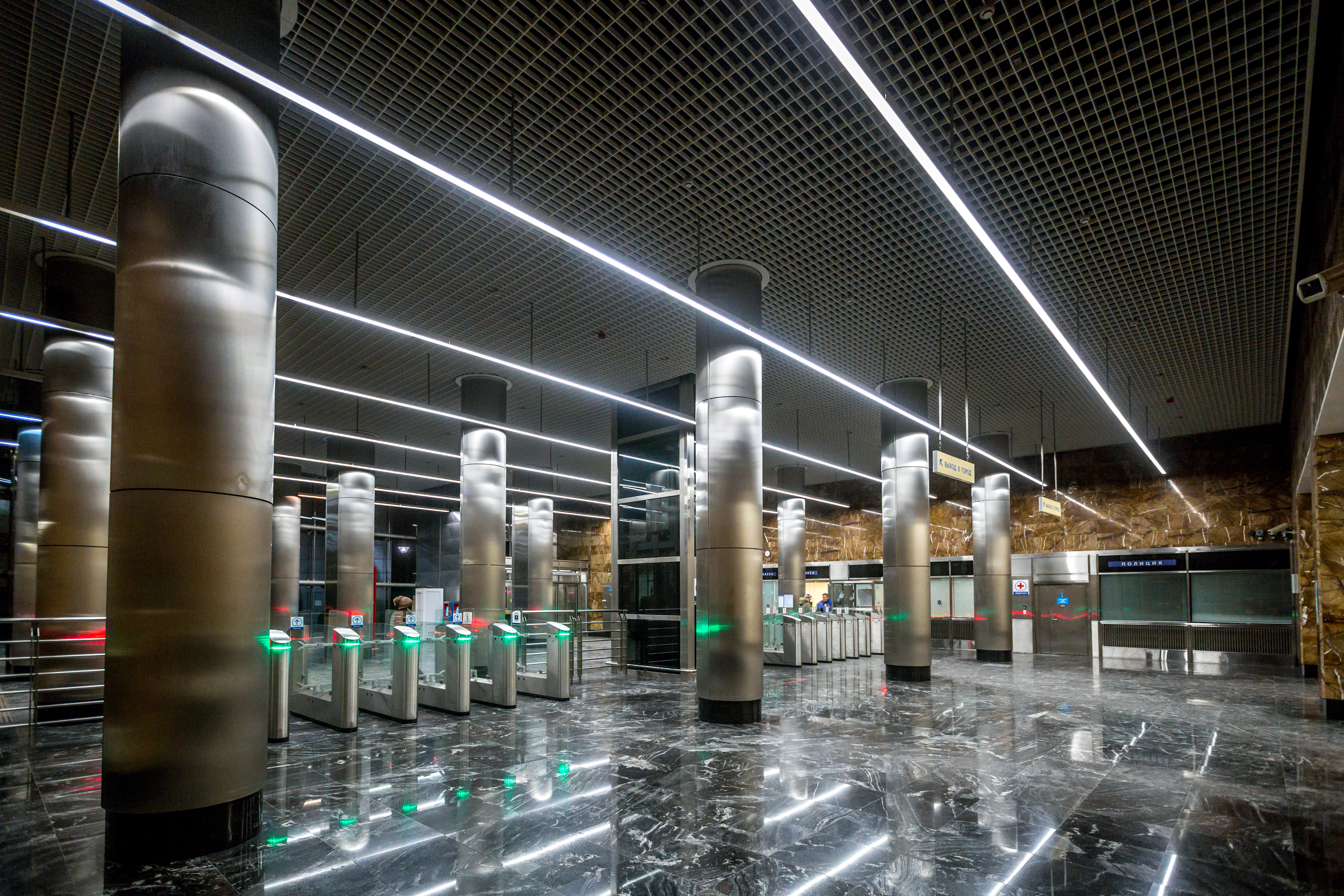
De stationshal met de lift tussen de toegangspoortjes

## Ontwerp
Het station werd ontworpen door architecten van het bureau Metrogiprotrans waaronder Nikolai Sjoemakov en Galina Moen. Het moderne station met een toegangsgebouw met veel glas en een trappenhuis met grote ramen voor de trap naar het perron  moet volgens de architecten ervoor zorgen dat het interieur verbonden is met de natuur van het park zodat reizigers zich niet gescheiden voelen van de natuur.  Ondergronds is er sprake van een enkelgewelfdstation op 10 meter diepte. Als bijzonderheid is er een asymmetrisch gewelf dat aan de parkzijde doorloopt tot aan de spoorbak terwijl aan de andere kant sprake is van een rechte tunnelwand die het gewelf ondersteunt.  De bijzondere vorm wordt nog geaccentueerd door de plaatsing van de verlichting in paraboolvormige uitsparingen in het gewelf. Aan de lage kant van het gewelf loopt een onderhoudsgang achter het gewelf boven het spoor  die toegang biedt tot de verlichting. De tunnelwand is opgesierd met 359 panelen van gehard glas met afbeeldingen van lopende mensen, ruiters en honden. De maakster, V.S. Sjaposjnikova, liet zich inspireren door de recreatie mogelijkheden in het Bittevskipark en het Bitza ruitercentrum in het park. De panelen zijn gemonteerd op een aluminium raamwerk, voor het aanbrengen van de wegwijzers en de letters van de stationsnaam   zijn gaten in de panelen geboord. Voor de decoraties hebben Jekatarina Vasiljevna Boebnova en Valerina Sergejevna Sjaposjnikova in 2015 de Moskouseprijs voor literatuur en kunst gekregen.  De gevel van het stationsgebouw is bekleed met keramisch materiaal terwijl de ingangen in een wand van gelaagdglas zijn ondergebracht. In de stationshal zijn de kolommen bekleed met gepolijst marmer uit India waarvan de kleur lijkt op de herfstkleuren van het naastgelegen bos. Op het plein voor de ingang werd op 26 augustus 2015, anderhalf jaar na de opening, het beeld van de Ark van Noach, van de hand van L.L. Berlin, geplaatst dat afkomstig is uit het in 2012 gesloopte stationsgebouw van Novojasenevskaja. 

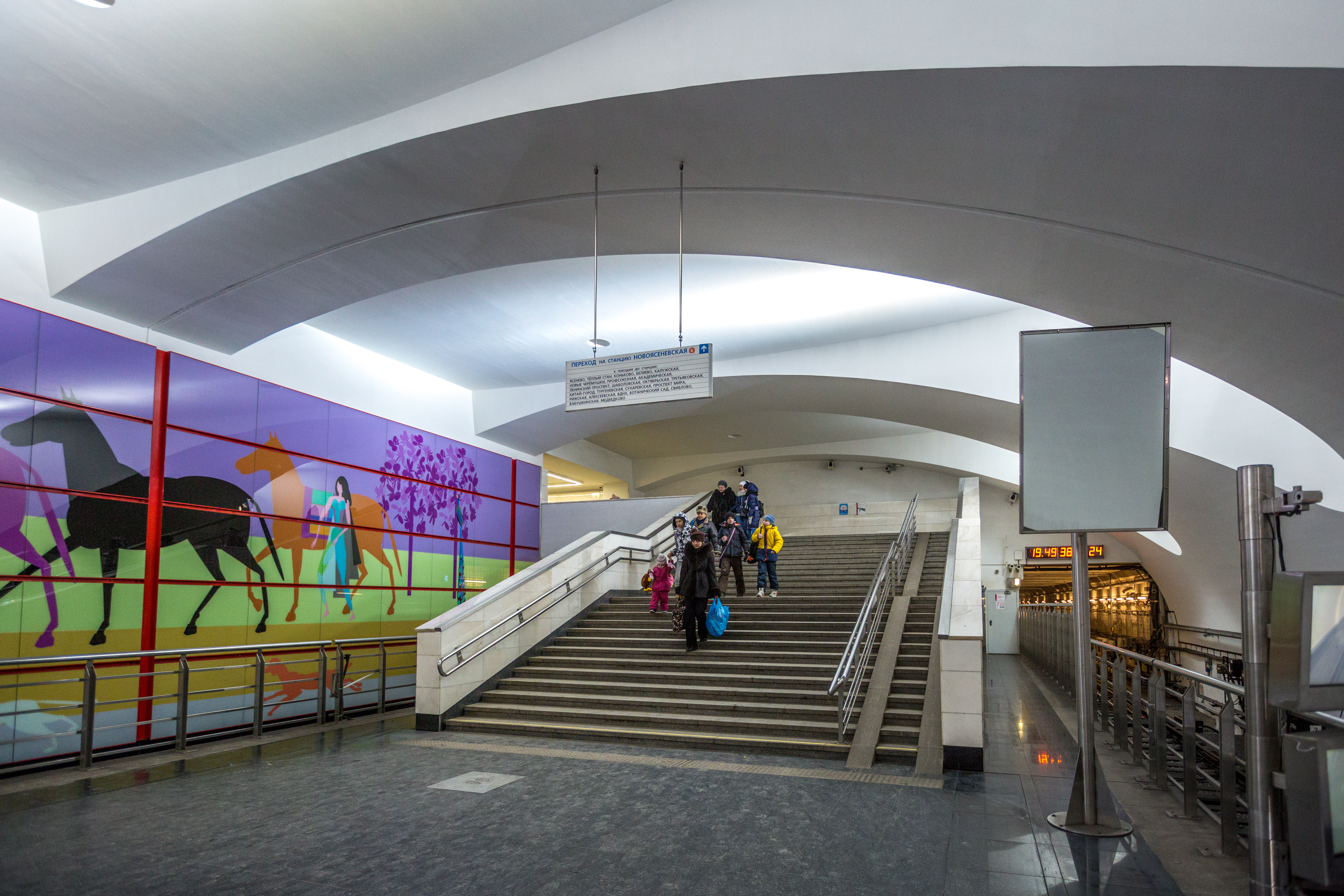
De trap aan de noordkant van het perron
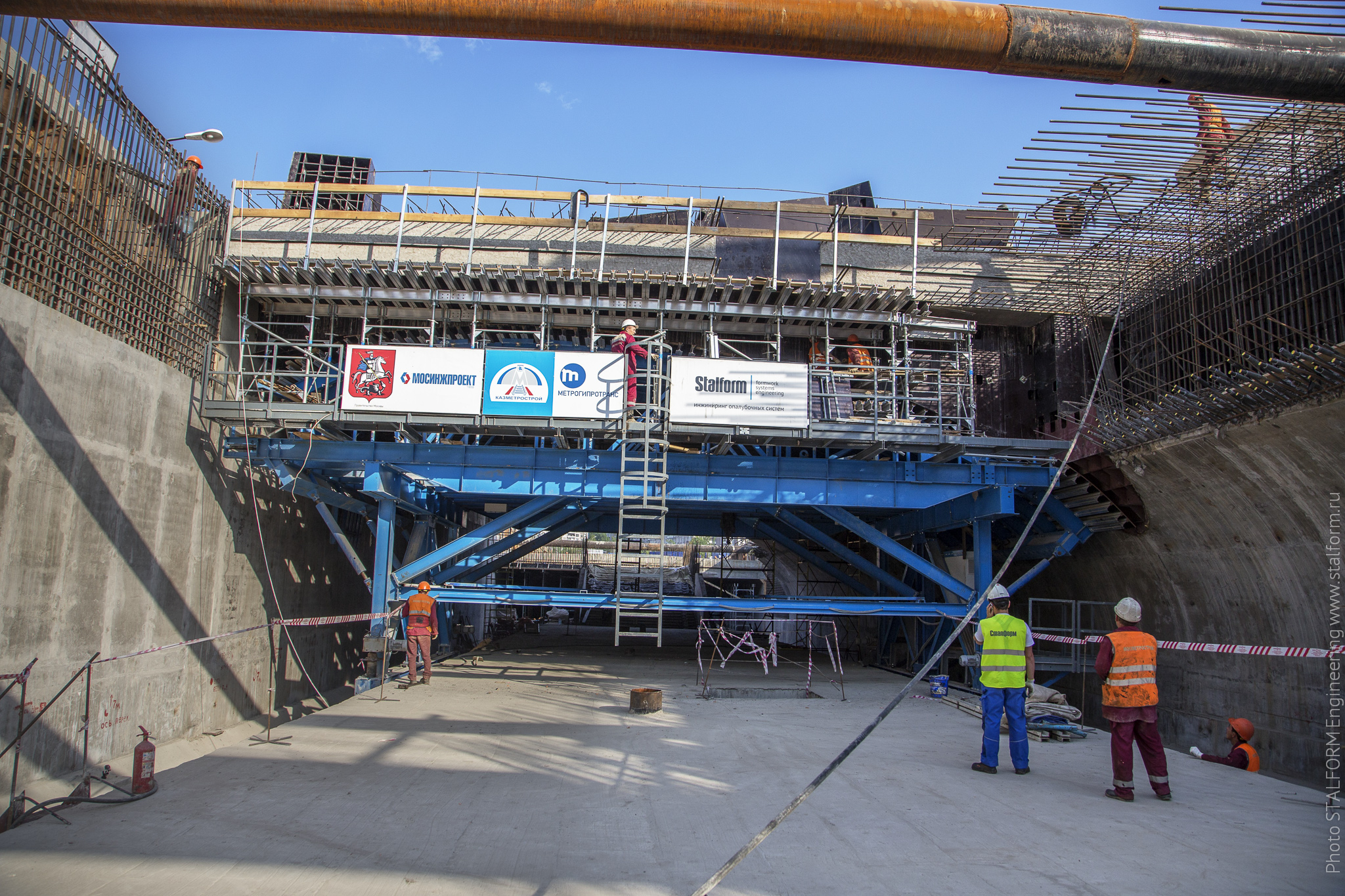
De bekistingsmachine in de bouwput
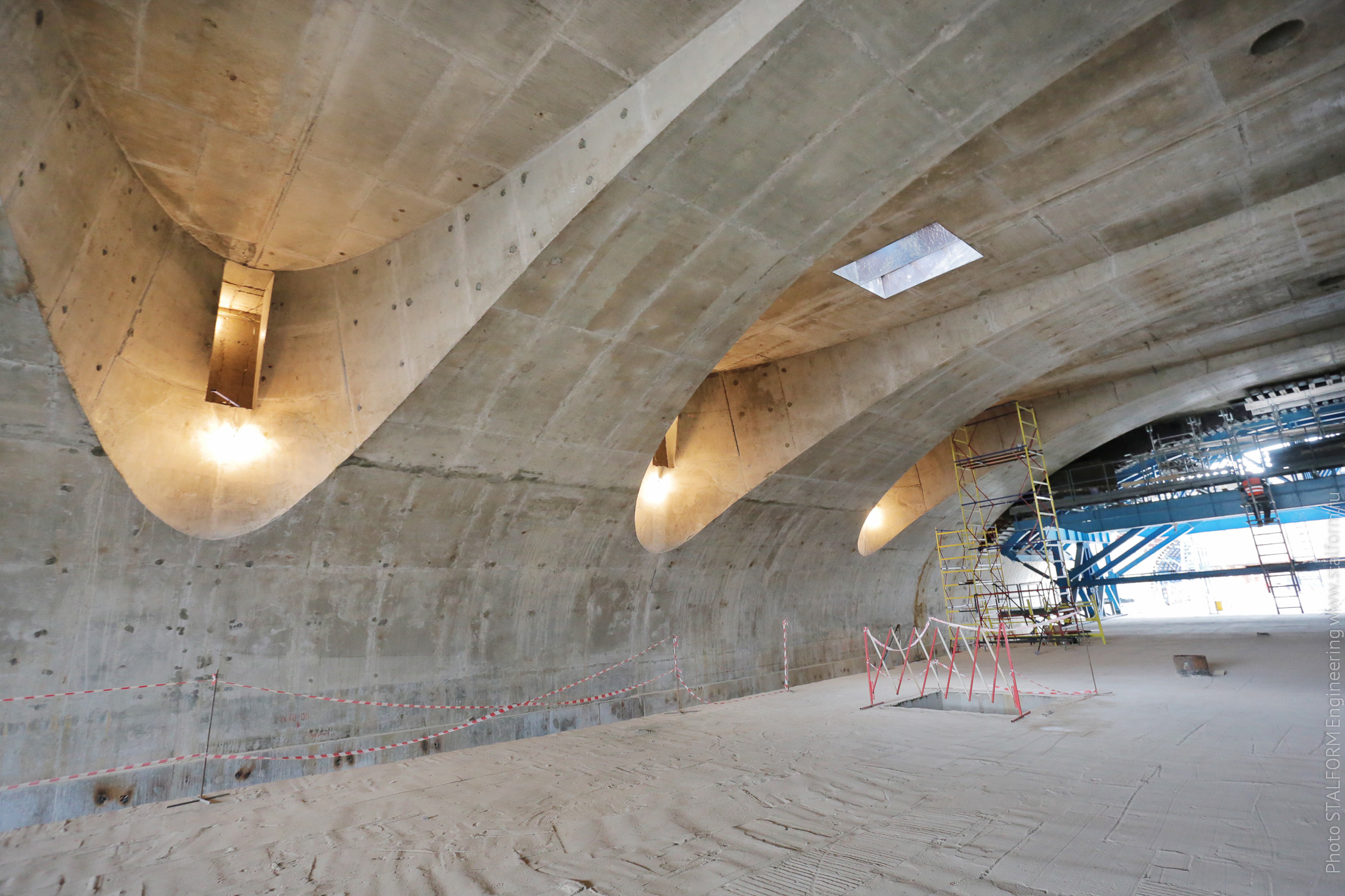
Het gewelf met de openingen naar de onderhoudsgang

## Bouw
Station Bittsevski Park werd door aannemer MUE Kazmetrostroi gebouwd volgens de openbouwput methode  op 10 meter diepte. Op 3 augustus 2012 begon tunnelboormachine Ajsyloe aan de tunnel onder het park richting Lesoparkovaja. Op 5 juni 2013 was de 2280 meter lange tunnel gereed. Het station heeft een uniek asymmetrisch gewelf van gewapend beton. Voor de bouw van het gewelf werd een verrijdbare beksitingsmachine geleverd door STALFORM. Voor de paraboolvormige uitsparingen in het plafond werden speciale mallen gemaakt en ook voor de onderhoudsgang boven de lage kant van het gewelf werden speciale bekistingsstukken gemaakt. Aan de oostkant begon de bouw van de verlenging in 2011 en het was de bedoeling om deze eind 2013 te openen. Uiteindelijke vond de opening plaats op 27 februari 2014, de kosten van de verlenging bedroegen 27,7 miljard roebel.

## Milieu
Vanuit milieubeschermings oogpunt werd gevreesd dat het traject door de zuidkant van het park ernstige schade zou aan het Bittsevskibos, een beschermd natuurgebied waar geen bouwactiviteiten in strijd met natuurbescherming mogen worden uitgevoerd, zou aanrichten. Het hoofd van het ministerie van Natuurbeheer en Milieubescherming, Anton Koelbazjevski, liet weten dat het wel mogelijk was om de lijn onder het park aan te leggen. Burgemeester Sergej Sobjanin voegde daar aan toe dat de verlenging van de Boetovskaja-lijn het milieu in het zuiden van Moskou en Jasenevo zal verbeteren door de vermindering van het aantal auto's. Een maand na de opening kwamen medewerkers van het station met gezondheidsklachten. Rospotrebnadzor mat vervolgens styreen concentraties die tienltallen keren de norm overschreden.